# Dakky Kiær

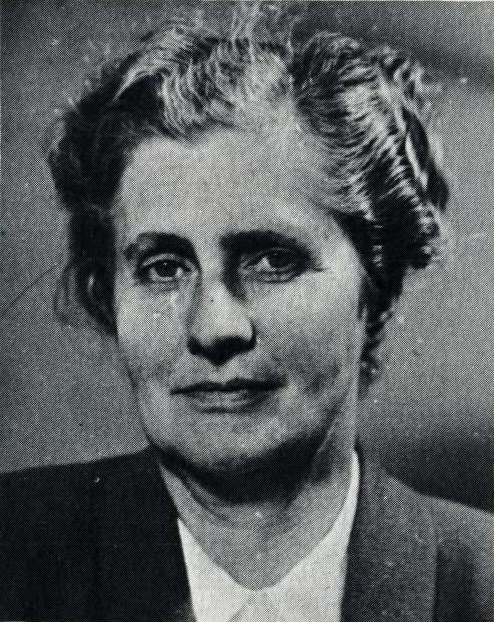
Dakky Kiær

Dagny Caroline „Dakky“ Kiær (* 19. August 1892 in Aker; † 21. Juli 1980 in Oslo) war eine norwegische Frauenrechtlerin, liberale Politikerin und Schulleiterin. Sie war von 1946 bis 1952 Präsidentin der Norsk Kvinnesaksforening.

## Familie
Sie wurde in Aker als Tochter des Rechtsanwalts, konservativen Politikers und Bürgermeisters von Aker, Georg Fredrik Egidius Kiær, und Julie Caroline Helene Løvenskiold geboren. Ihr Großvater mütterlicherseits, Herman Severin Løvenskiold (1838–1910), war Gutsbesitzer und Chef des königlichen Hofes. Sie war Schwester des Industriellen Thorry Kiær.

## Karriere und Politik
Kjær absolvierte eine Ausbildung zur Lehrerin und Sozialarbeiterin. Ab den 1930er Jahren war sie bei dem Norske Kvinners Nasjonalråd (NKN) beschäftigt, einer Dachorganisation der norwegischen Frauenorganisationen. Sie war von 1946 bis 1953 Rektorin der Norske Kvinners Nasjonalråds Sosialskole.
Von 1946 bis 1952 war sie Präsidentin der Norsk Kvinnesaksforening. Sie war von 1952 bis 1956 für die Liberale Partei Mitglied des Stadtrats von Oslo. Sie war in den 1940er und 1950er Jahren Stortingskandidatin für die Liberale Partei in Oslo, u. a. zweite Kandidatin bei den Parlamentswahlen 1949.